# Gallesi
I Gallesi (nella lingua nativa: Cymry) sono una popolazione e gruppo etnico associati al Galles e alla cultura e lingua gallese. "I gallesi" può riferirsi a persone native del Galles e persone di discendenza gallese che condividono un patrimonio culturale e origini ancestrali.
In Galles, la lingua gallese è protetta dalla legge. Il gallese, lingua appartenente alla famiglia delle lingue celtiche, rimane la lingua predominante in molte parti del Galles, in particolare nel Galles settentrionale e in alcune parti del Galles occidentale, sebbene l'inglese sia la lingua predominante nel Galles meridionale. Nonostante il diffuso utilizzo del gallese in Galles, la maggior parte dei gallesi, causa la lunga dominazione inglese, parla la lingua comune inglese del Regno Unito. La lingua gallese è comunque insegnata nelle scuole di tutto il Galles ed anche nelle regioni in cui i gallesi parlano prevalentemente l'inglese; la lingua gallese è spesso parlata a casa tra la famiglia o in altri contesti informali.
Anche nelle aree prevalentemente anglofone del Galles, molte persone gallesi parlano a livello bilingue o semi-fluente la lingua gallese o, in vari gradi, sono capaci di parlare o comprendere la lingua anche a livelli limitati o colloquiali. Circa il 29% della popolazione afferma di parlare fluentemente o in base giornaliera il gallese che, ultimamente, sembra essere addirittura in aumento, in particolare nelle aree urbane, mentre risulta in diminuzione l'utilizzo nelle aree rurali.
La maggior parte dei gallesi appartiene alla Chiesa in Galles, membro della Comunione anglicana.